# Lolium giganteum
Espèce
Lolium giganteum (synonyme Festuca gigantea ou Schedonorus giganteus) en français Fétuque géante, Blé géant ou Brome géant, est une espèce de plantes herbacées de la famille des Poaceae et du genre Lolium.

## Description
Cette plante mesure entre 60 et 150 cm. Elle fleurit de juin à septembre.

## Habitat
Elle peuple les forêts fraîches ou humides, les coupes et les chemins forestiers ainsi que les bords des eaux.

## Répartition
Elle se rencontre en Europe (sauf dans le nord) et en Asie occidentale et centrale.
Elle est assez commune dans le Tertiaire parisien, le Boulonnais, en Picardie, en Lorraine, en Wallonie et dans l'Eiffel occidental mais est assez rare en Champagne et dans les Ardennes.

## Systématique
L'espèce est décrite en premier par le naturaliste suédois Carl von Linné en 1753, qui la classe dans le genre Bromus sous le basionyme Bromus giganteus. Elle a été déplacée dans le genre Festuca sous le nom binominal Festuca gigantea. Le nom correct est Lolium giganteum choisi par S.J. Darbyshire., en 1993.
Ce taxon porte en français les noms vernaculaires ou normalisés suivants : « Fétuque géante, », « Blé géant », « Brome géant ».
Lolium giganteum a pour synonymes :
- Avena flaccida Hack. ex Hook.f.
- Avena gigantea (L.) Salisb.
- Bromus aquaticus Schrank
- Bromus bonassorum Bornm.
- Bromus giganteus L.
- Bromus glaber Reichard
- Bromus gyganteus Crantz
- Bromus longifolius Lyons
- Bromus scheuchzeri C.C.Gmel.
- Bromus strigosus Lam.
- Bromus triflorus L.
- Bucetum giganteum Parn.
- Drymonaetes giganteus (L.) Fourr.
- Festuca gigantea (L.) Vill.
- Festuca gigantea var. arcana Stepanov
- Festuca gigantea f. minor Kuvaev
- Festuca gigantea f. uliginosa (Schur) Beldie
- Festuca haussknechtii Torges
- Festuca triflora (L.) Sm.
- Forasaccus giganteus (L.) Bubani
- Schedonorus giganteus (L.) Holub
- Trisetum flaccidum (Hack. ex Hook.f.) R.R.Stewart
- Zerna gigantea (L.) Gray
- Zerna gigantea var. triflora (L.) Gray